# Rouxmesnil-Bouteilles
Rouxmesnil-Bouteilles is een gemeente in het Franse departement Seine-Maritime (regio Normandië) en telt 1774 inwoners (1999). De plaats maakt deel uit van het arrondissement Dieppe.

## Geografie
De oppervlakte van Rouxmesnil-Bouteilles bedraagt 5,6 km², de bevolkingsdichtheid is 316,8 inwoners per km².
De onderstaande kaart toont de ligging van Rouxmesnil-Bouteilles met de belangrijkste infrastructuur en aangrenzende gemeenten.

## Demografie
Onderstaande figuur toont het verloop van het inwonertal (bron: INSEE-tellingen).